# Fort VI der Festung Warschau

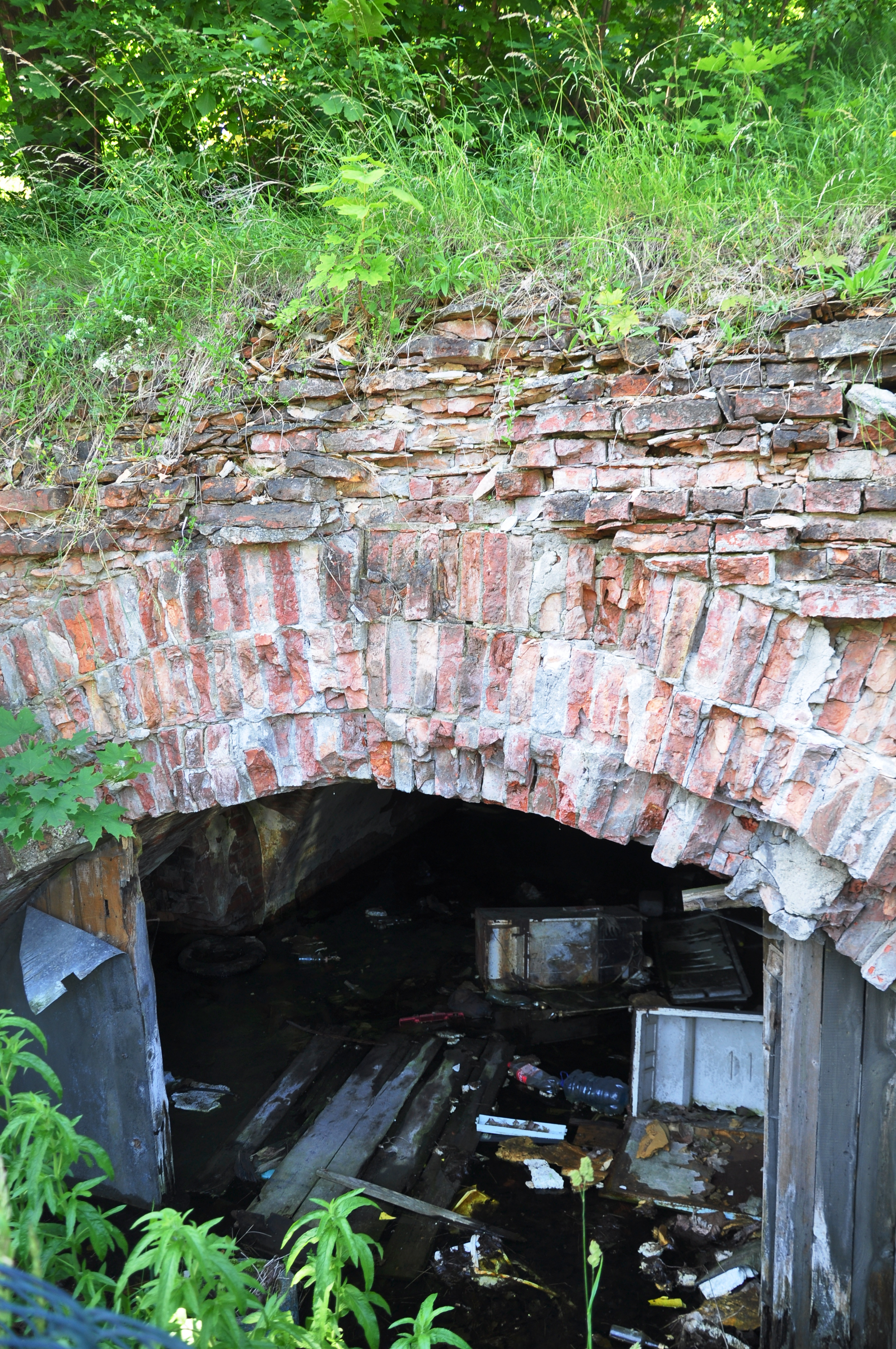
Vollgelaufene Kasematten

Das Fort VI der Festung Warschau (auch Fort „Okęcie“ genannt) im Warschauer Stadtteil Włochy gehörte zum äußeren Verteidigungsgürtel der städtischen Befestigungsanlagen des 19. Jahrhunderts. Es wird heute gewerblich genutzt. Bekannt wurde es durch den Absturz eines LOT-Passagierflugzeuges an dieser Stelle im März 1980.

## Geschichte
Die Anlage wurde 1883 errichtet und diente der Verteidigung in südlicher Richtung sowie der Sicherung der in unmittelbarer Nähe verlaufenden, wichtigen Straßenverbindung Richtung Krakau. Die rund zwei Kilometer entfernten Anschlussforts waren im Nordwesten das Fort V „Włochy“ und im Südosten das Fort VII „Zbarż“. Es handelte sich um ein russisches Standard-Artilleriefort der Zeit mit einem fünfeckigen Grundriss, Kasematten in Ziegelbauweise und einem trockenen Graben, der im Stirnbereich von einer Kaponniere gesichert war. Die Gesamtfläche des Forts betrug mit Außenbereichen rund 26 Hektar.
Die etwa 20 Jahre nach Bau erfolgte Verstärkung der Deckung des Forts als Folge der Brisanzgranatenkrise war – im Gegensatz zu anderen Warschauer Forts – umfangreich. Die Kaponniere wurde nun in Beton ausgeführt, zusätzlich entstand eine in Warschau seltene Streichwehr an der Spitze. Im Stirn- und Schulterbereich wurden weitere Betonelemente verbaut. Nach 1909 wurden im Rahmen der Schleifung der Warschauer Festungsanlagen Kaponniere und Betonteile gesprengt.
Im September 1939 spielte das Fort keine Rolle bei der Verteidigung der Stadt. Von Januar bis Juli 1941 wurde hier zunächst unter der Schirmherrschaft des Zentralen Fürsorge-Gremiums (Rada Główna Opiekuńcza) ein schlichter Zufluchtsort für Kriegswaisen betrieben. Das Fort wurde dann zeitweise von der von Jerzy Strzałkowski geführten Spezialeinheit „Jerzyki“ (Powstańcze Oddziały Specjalne „Jerzyki“) der polnischen Untergrundkämpfer genutzt.
Ab Kriegsende bis 1999 wurde das Fort von der polnischen Armee betrieben. Die Grundstruktur der Anlage – besonders Wälle und Graben – ist gut erhalten. Aufgrund von schadhaften Entwässerungsgräben lief der Fortgraben voll und steht heute unter Wasser. Als Folge sind auch die weitgehend erhaltenen Kasematten im rückwärtigen Bereich vollgelaufen. Das Fort steht unter Denkmalschutz (Registrierungsnummer A-13 vom 8. Juni 1999).

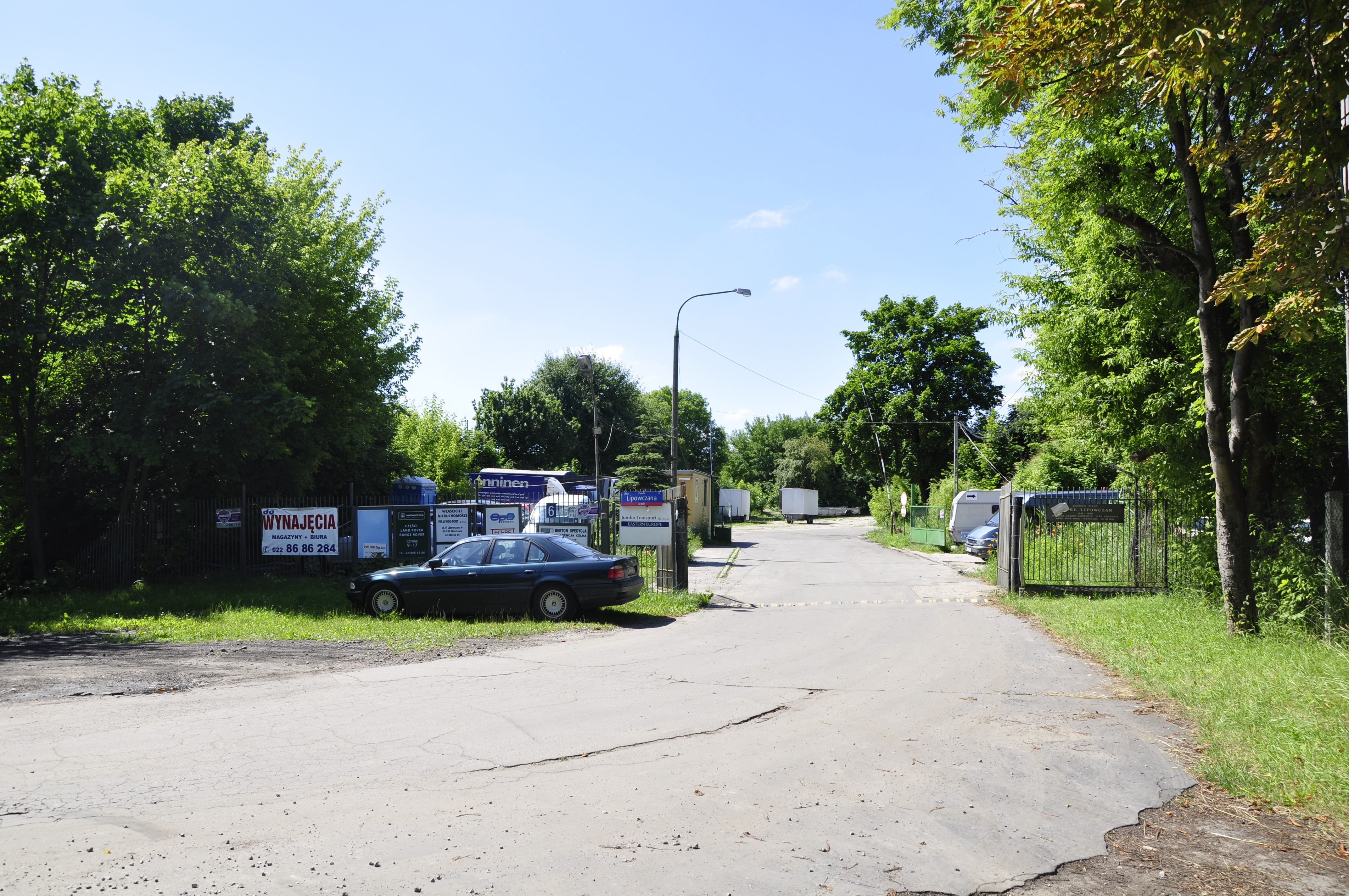
Einfahrt zum gewerblich genutzten Fort im Sommer 2010
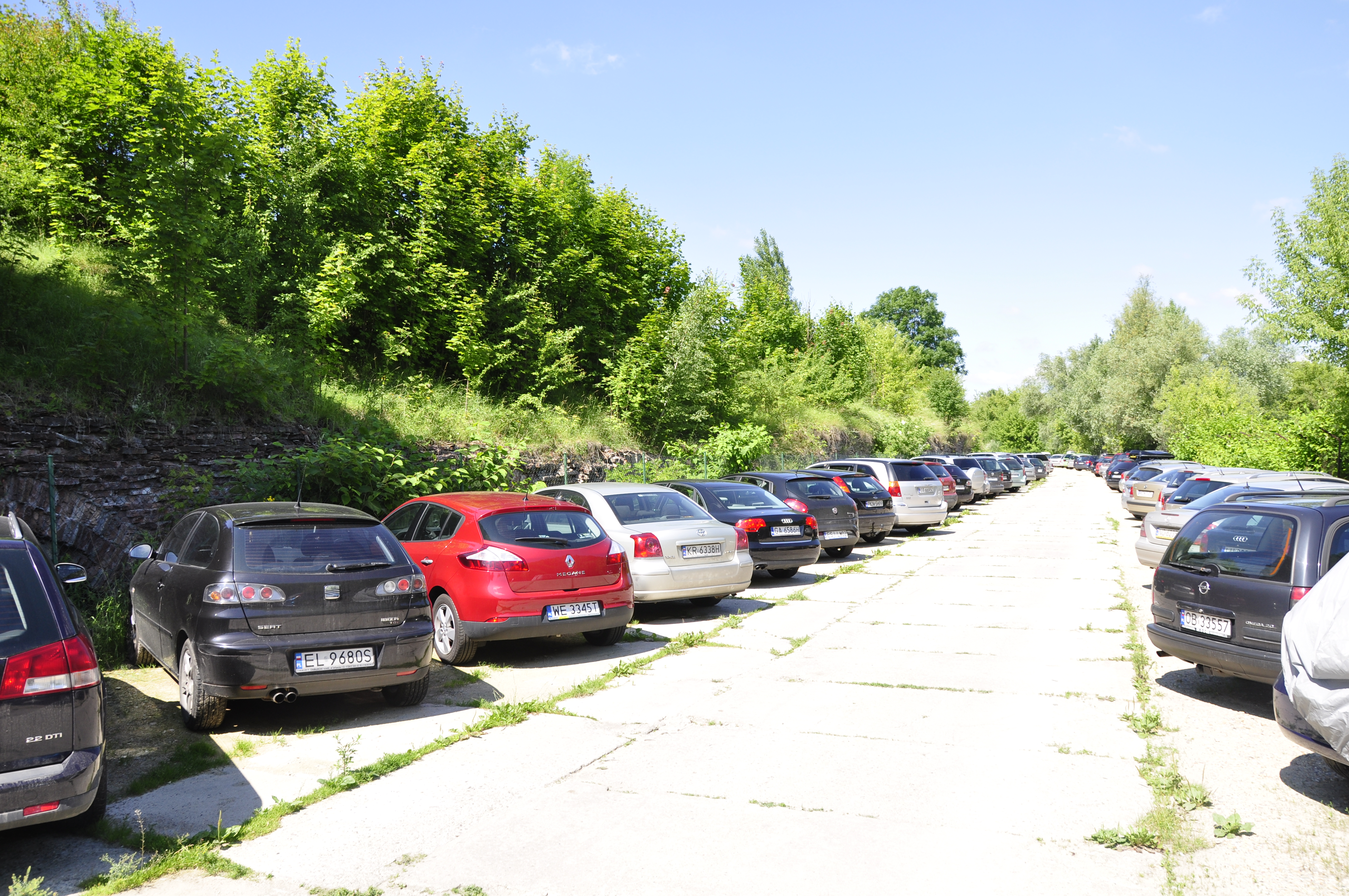
Heutige Nutzung als Flughafen-Parkplatz
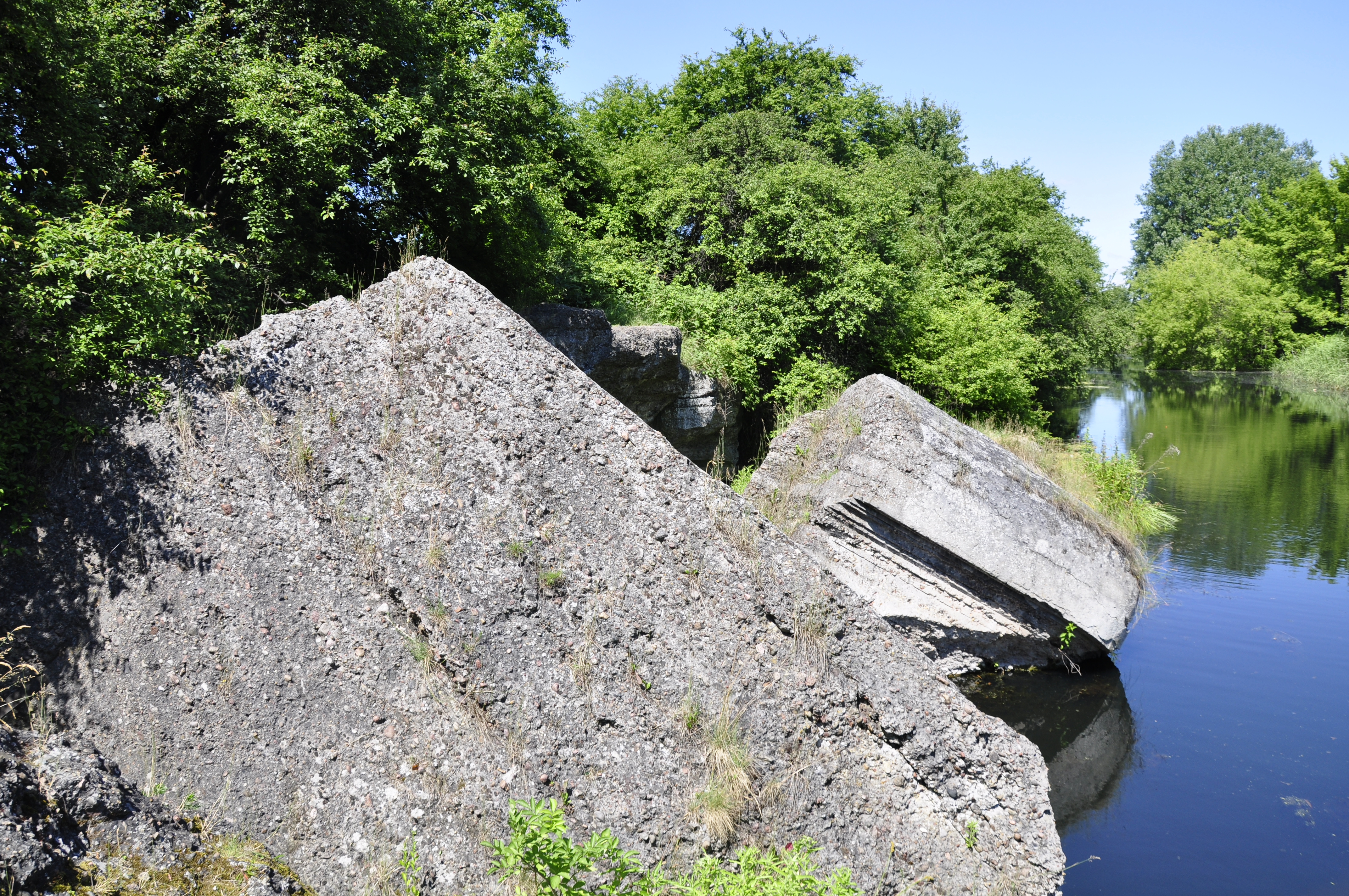
Gesprengte, stahlarmierte Betonelemente
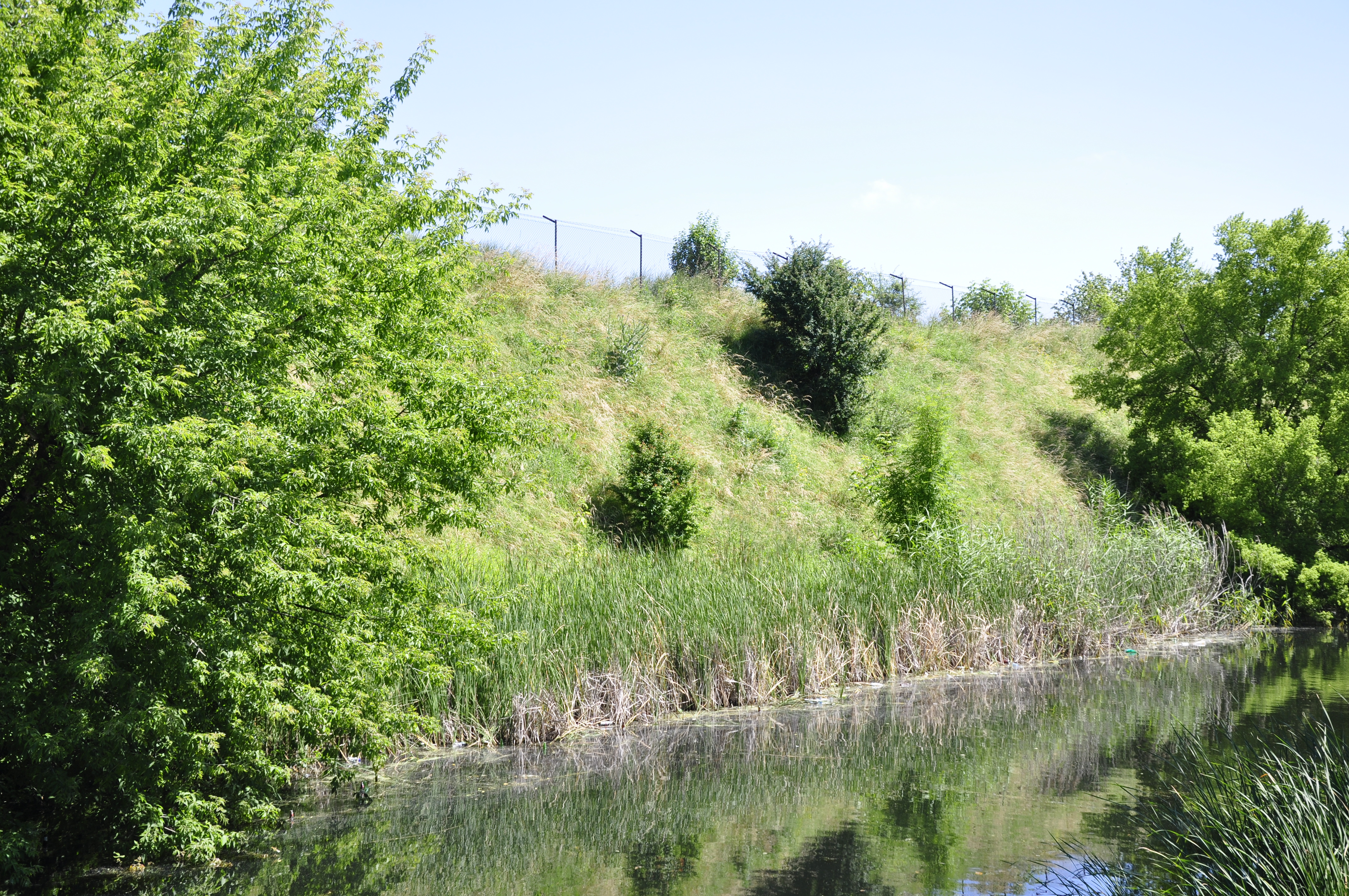
Blick von Südosten über den Verteidigungsgraben

## Flugzeugkatastrophe
Am 14. März 1980 wurden die Außenanlagen des Forts zum Schauplatz des Absturzes des LOT-Fluges 007. Die Maschine, die sich im Landeanflug auf den nahegelegenen Frédéric-Chopin-Flughafen befand, stürzte in den wassergefüllten ehemaligen Verteidigungsgraben an der Nordseite des Forts. Sämtliche Insassen kamen ums Leben. Zur Bergung der Wrackbestandteile und der Rekonstruktion musste der Graben kurzfristig trockengelegt werden. Mittlerweile ist er wieder mit Wasser gefüllt. Heute erinnert ein Gedenkstein auf der dem Fort gegenüberliegenden Uferseite des Unglücks. Die bei der Nordseite des Forts verlaufende Lipowczan-Straße wurde 1990 nach dem Kapitän des verunglückten Flugzeuges benannt.

## Nutzung heute
Das Fort wird von verschiedenen Gewerbetreibenden genutzt. Im Innenbereich sind nach dem Krieg einfache Lager- und Verwaltungsgebäude entstanden. Vor allem kleine Logistikfirmen haben sich hier wegen der Nähe zum Flughafen angesiedelt. Ein Parkplatz für Fluggäste mit Shuttleservice wird ebenfalls betrieben. Der Großteil der Außenanlagen des Forts (Glacis und rückwärtiger Bereich) wird heute von Schrebergarten-Betreibern (Rodzinne Ogrody Działkowe „Forty Leonidasa“ – Warszawa Włochy) genutzt. Im nördlichen Teil des rückwärtigen Bereich befindet sich ein Jugendgefängnis (Schronisko dla Nieletnich – Warszawa Okęcie) und auf der Ostseite des Grabens wurde der Friedhof der Heiligen-Franziska-Gemeinde in Włochy (Parafia św. Francziska z Asyżu) angelegt.

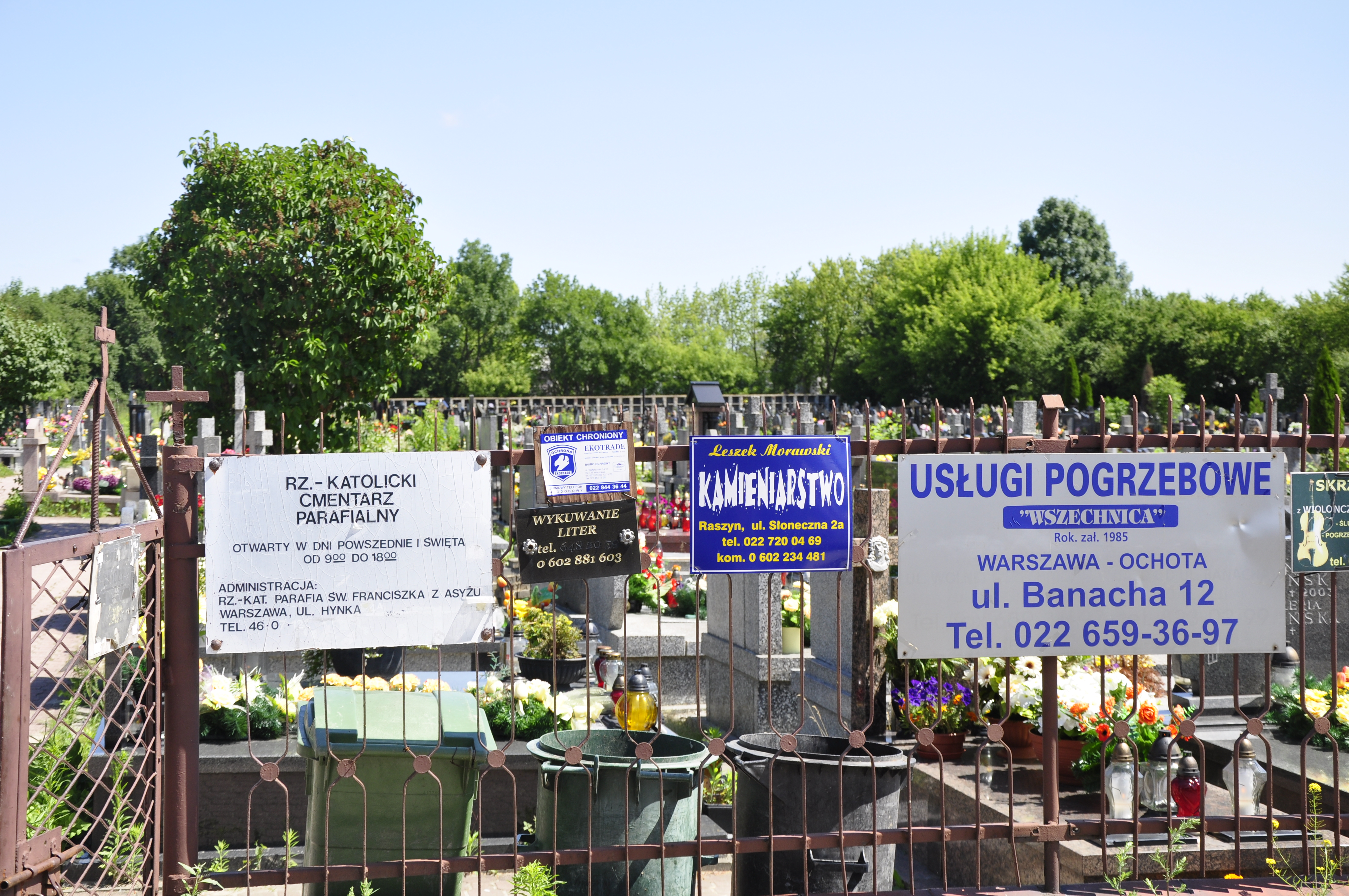
Friedhof der Heiligen-Franziska-Gemeinde
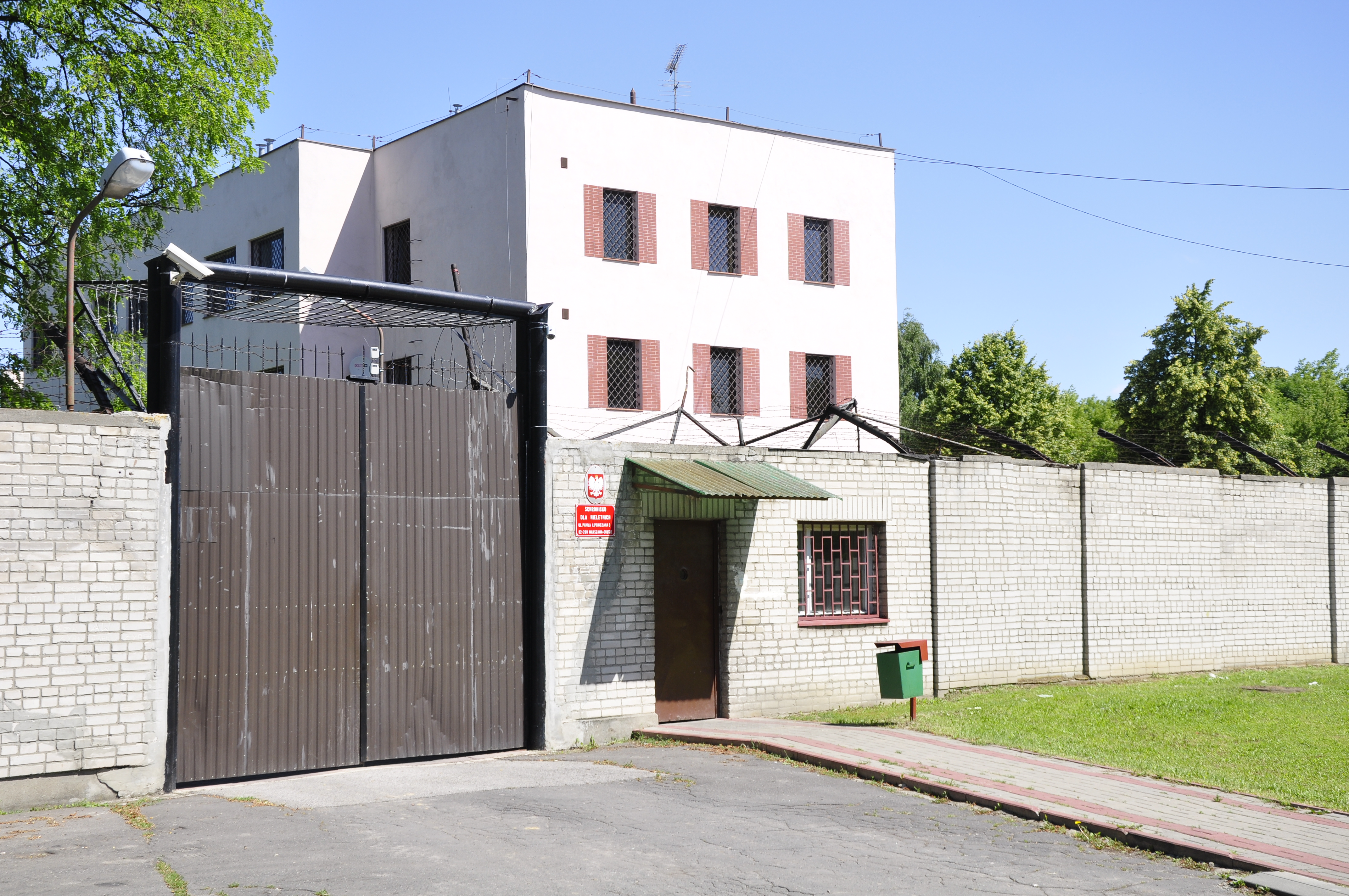
Eingang zum Jugendgefängnis
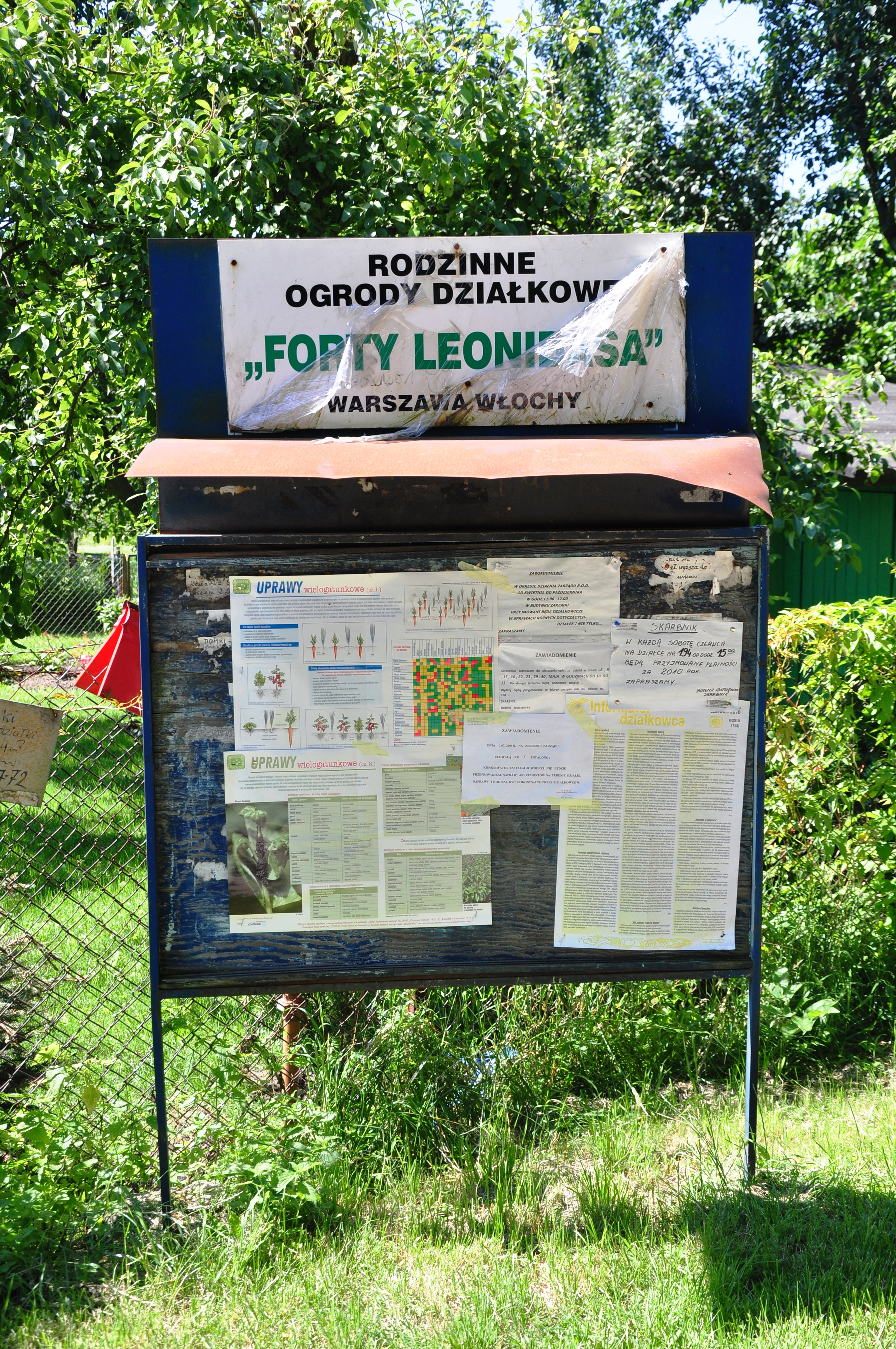
Schwarzes Brett der Schrebergartenanlage
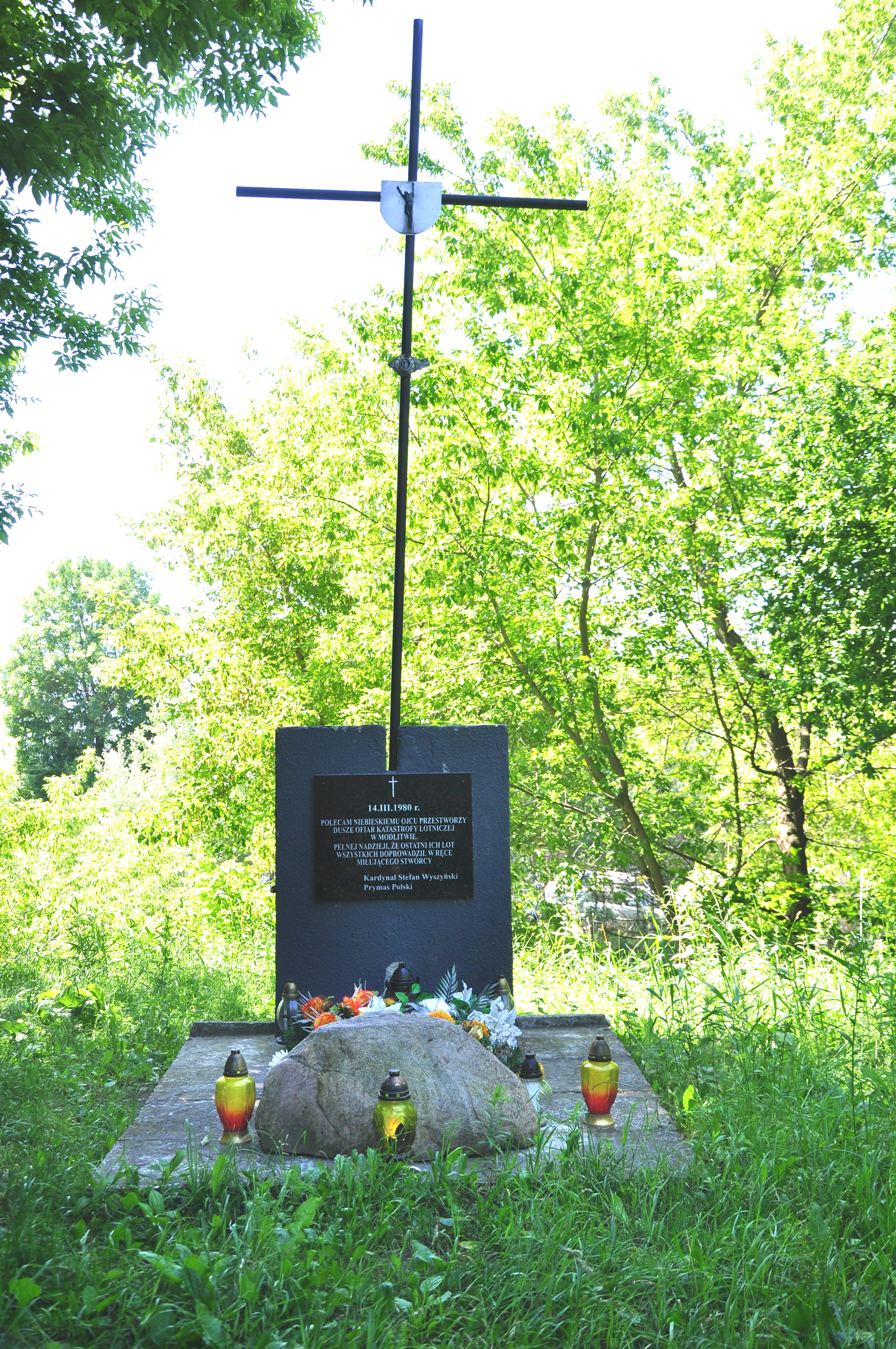
Gedenkstelle der Opfer des Flugzeugabsturzes